# Podbřežice
Podbřežice (en allemand : Podbresitz, précédemment Podbrzezitz) est une commune du district de Vyškov, dans la région de Moravie-du-Sud, en République tchèque. Sa population s'élevait à 245 habitants en 2020.

## Géographie
Podbřežice se trouve à 9 km au sud-ouest de Vyškov, à 24 km à l'est de Brno et à 204 km à l'est-sud-est de Prague.
La commune est limitée par Tučapy et Rostěnice-Zvonovice au nord, par Lysovice à l'est, par Dražovice au sud et par Komořany à l'ouest.

## Histoire
La première mention écrite du village date de 1348.